# Edward Plantagenet, 17. Earl of Warwick

Wappen Edwards

Edward Plantagenet, auch Edward of York (* 21. Februar 1474/75 in Warwick Castle; † enthauptet am 28. November 1499 auf dem Tower Hill in London), war der 17. Earl of Warwick und 7. Earl of Salisbury.

## Leben
Edward war der Sohn von George Plantagenet, 1. Duke of Clarence (1449–1478), und seiner Frau Isabella Neville (1451–1476), der Tochter des „Königsmachers“ Richard Neville, 16. Earl of Warwick. Damit war er Neffe von zweien der drei englischen Könige aus dem Hause York, Eduard IV. und Richard III., und nach dem Tod Richards III. wahrscheinlich letzter männlicher Nachkomme des Hauses Plantagenet. Von seinen drei Geschwistern überlebte nur Margaret Pole, 8. Countess of Salisbury, das Säuglingsalter. Beide wurden nach der Verurteilung und Hinrichtung ihres Vaters als Hochverräter von der Thronfolge ausgeschlossen und 1483 nach Hutton Castle in Yorkshire verbannt. Trotzdem wurde Edward der Titel des Earl of Warwick als Nachfolger seiner Großmutter Anne Neville, 16. Countess of Warwick, zugesprochen.

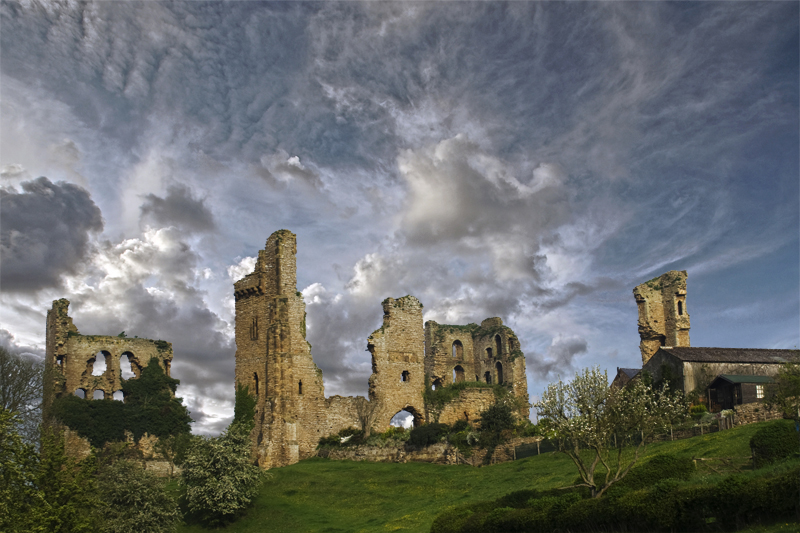
Hutton Castle, Yorkshire

Dem Haus York folgte nach Richards Tod 1485 Heinrich VII. aus dem Haus Tudor auf den englischen Thron. Er hatte Richard auf dem Schlachtfeld besiegt und wurde vom Parlament als König anerkannt. Heinrich ließ Edward, der weitaus legitimere Thronansprüche hatte, im Tower inhaftieren, verlieh ihm aber gleichzeitig den Titel des Earl of Salisbury, der nach dem Tod seines Vaters geruht hatte. 1487 verbreiteten sich Gerüchte über Edwards Tod, die Gegner des Tudor-Königs nutzten, indem sie ihrerseits ein Gerücht von Edwards erfolgreicher Flucht verbreiteten und an seiner statt den Jungen Lambert Simnel als König Edward VI. präsentierten. Heinrich präsentierte seinerseits den echten Edward. Die Aufständischen wurden geschlagen. Edward blieb im Tower. 1491 führte das Auftreten eines weiteren Thronprätendenten Perkin Warbeck als angeblicher Richard of Shrewsbury, 1. Duke of York, einer der Prinzen im Tower, zu einer Rebellion. Nach deren Niederschlagung 1497 wurde Warbeck im Tower inhaftiert, wo er die Bekanntschaft mit Edward machte. 1499 wurden beide hingerichtet, angeblich wegen eines Fluchtversuches, bei dem ein Wächter ums Leben gekommen war, vermutlich aber, weil Heinrich befürchtete, Edward könne seinen berechtigten Anspruch auf die englische Krone geltend machen. Einigen Quellen zufolge verlangte auch Ferdinand II. von Aragón ausdrücklich den Tod Edwards, da er „keine Sicherheit in der Thronfolge sah, solange der Earl of Warwick am Leben war“, und deshalb seine Tochter Katharina von Aragon nicht als Verlobte des Thronfolgers Arthur Tudor in ein umkämpftes Königreich schicken wollte.